# Next Destination (木村拓哉のアルバム)
『Next Destination』（ネクスト・ディスティネイション）は、木村拓哉の2作目のオリジナル・アルバム。2022年1月19日にSMAP時代から在籍しているビクターエンタテインメントから発売。

## 解説
2年ぶりのアルバムは前作同様に、山下達郎、真島昌利、糸井重里、Creepy Nuts、鈴木京香（音葉名義）、平井大、Kj、MAN WITH A MISSION、明石家さんま、BEGINら豪華顔ぶれによる様々な分野で活躍する著名人から楽曲提供される。
2作連続でオリコンアルバムチャート1位を獲得した。発売を記念して発足した特設ホームページでは、3形態からなるパッケージ仕様・購入者特典の紹介、木村の本作に対する長文コメントと、前述の著名人による木村や本作へのコメントが写真入りにて掲載されている。
2023年7月2日より、本作、Next DestinationとGo with the FlowがSpotify限定でサブスク解禁となった。
。

## キャンペーン
フジテレビ系『さんタク』にてアルバム発売前ながら収録曲を披露した。本作のキャンペーンで山下達郎が木村のラジオ番組にマンスリーでゲスト出演した。
発売日である1月19日、『木村さ〜〜ん！特ば〜〜ん4！アルバム発売記念ミュージックビデオ完成披露試写会』がGYAO!で生配信された。
アルバム収録曲「Beautiful Things」と「OFF THE RIP」のMVが配信され、両方とも斎藤工が監督を務めた。「OFF THE RIP」には、武田真治、江口のりこ、RED RICE（湘南乃風）が出演している。
生配信には、木村本人に加え、斎藤工、RED RICE、楽曲提供した平井大、Kj（Dragon Ash）が出演。木村は、「自分自身以上に、みんなが盛り上がってくれるのが嬉しい！」と、この日を迎えた喜びを語った。

## 発売形態
初回限定盤A・初回限定盤B・通常盤の3形態で発売。
初回限定盤Aと初回限定盤Bの同時購入特典：オリジナル卓上カレンダー2022
店頭先着特典：B2ポスターA・B・C
オンライン先着特典：ポストカードA・B・C
応募抽選特典内容：Aコース「購入者限定プレミアムイベント」500名・Bコース「Next DestinationオリジナルPASSケース」500名

### 初回限定盤A
- CD+豪華ブックレット
- 抽選特典応募シリアルコード封入

### 初回限定盤B
- CD+DVD

1. MOJO DRIVE〈Music Video〉
2. I'll be there〈Music Video〉
3. Music Video Making

- 抽選特典応募シリアルコード封入

### 通常盤
- CD
- 抽選特典応募シリアルコード封入（初回プレス分）

### イベント
2022年2月26日、豊洲PITにて、購入者限定プレミアムイベントを開催。当初新型コロナウィルスの感染状況を考慮して、十分に安全かつ快適にイベントを楽しめる範囲の最小での当選者枠を予定していたが、増やしても安全かつ快適にイベントを楽しめる当選設定として、300名増枠され、800名が招待された。
イベントの進行は、Creepy Nuts。木村ファンを公言している二人が、ビクターで開催するプレミアムイベントがあることをスタッフから聞きつけ、そんなイベントがあるならお客様代表として、是非自分たちにイベント進行をやらせてほしいとビクターに逆オファーがあり、企画が成立。当日は、Creepy Nutsのオールナイトニッポン0の公開収録が行われ、3月8日深夜の放送でその模様が一部公開された。そこで、Creepy Nutsの2人が、木村のことを「アニキム」と呼ぶことが公認される。
「TAKUYA KIMURA Live Tour 2022 Next Destination」のバックバンドも登場し、「Born ready」、「MOJO DRIVE」、「夜は朝に追われて」、「Yes, I'm」（Creepy Nutsとセッション）、「One Chance!」が演奏され、2時間のイベントが終了した。また、期間限定で、CDに封入されているシリアルコードを入力すると、当日の会場での模様が、GYAO!「木村拓哉 特集」ページにて、見ることができた。

## コメント

### 本人その1
次の目的地へ一歩を踏み出そう！
初のオリジナルアルバムリリースから２年近く。コロナ禍という思いがけない状況の中、自分ができることは何かを考え続けてきた日々でした。そして〝今、どんな覚悟が必要なのか〟を自分自身に改めて問い掛け、スタッフとも話し合う中で、新しいアルバム制作に向けて始動したいと思い始めました。
周囲を見渡してみると、感染防止対策のための制限がある中で思うように動くことができず、それでも新たな方向性を模索しているアーティストの方々の姿がとても印象的でした。その前向きなパワーに感動をもらうのと同時に沸き起こってきたのは、〝以前のような形に戻ったら…と願うより、今はとにかく次の目的地に向かって新たな一歩を踏み出そう〟という思いです。
タイトルの『Next Destination』（次の目的地）には、そんな僕自身の気持ちと決意を込めています。
このアルバムを引っ提げ、今、可能な方法を見つけて、できれば楽しく騒げるライブも実現させたいと思っています。
行くしかないっしょ！
次の目的地を一緒に目指しましょう。

### 本人その2
「新しいアルバムを作るなら曲を作るよ」、「俺、詞、書くわ」
アーティストの方々との普段の会話の中で、そういった言葉を投げかけていただくことが度々あります。今回、セカンドアルバムを制作するにあたり、その言葉を現実化していただいたり、こちらからのお願いに快く応えていただいたりして、素晴らしい作品が集まりました。有言実行な皆さんには感謝しかないし、自分は本当に恵まれていると実感しています。
山下達郎さんは、ご自身作曲の「MOJO DRIVE」のレコーディングのディレクションもしてくださいました。作詞していただいた真島昌利さんとのコーラス収録の際、スタジオに顔を出したら「だったら一緒にやるでしょ？」と誘われて歌ったのは、自分にとっては冗談としか思えないような楽しい経験でした。
以前から、その音楽性に魅了されていたMAN WITH A MISSIONには、「ダメ元で訊いてみよう」と打診してみたら、快諾してくださいました。また平井大さんには、ほっこりとあたたかな気持ちになるような楽曲を提供していただきました。Creepy Nutsさん、糸井重里さん、鈴木京香さん、Kjさん……。「あの人の中の自分はこんなイメージがあるんだ」という嬉しい驚きもありました。糸井さんとは事前に「最近どうよ？」といったところから3時間ほど雑談しましたが、その内容を反映し、“こんな状況だけど、踏ん張っていこう”というメッセージを込めていただいています。
自分自身が今、伝えたい気持ちをアーティストの方々の視点をお借りした楽曲という形で表現し、ひとつのアルバムとしてお届けできることは、僕にとって大きな喜びです。ぜひ受け取っていただけたらと思っています。

### 山下達郎
木村くんとは25年以上の長いお付き合いですが、実は私、彼のスッピンの歌声をほとんど聞いたことがありませんでした。初ソロ・ライブにて、意外にもバリトン・ヴォイスであることが判明。好きな音楽がオルタナ系、ハード・ロック系なことは、かねてより聞き及んでおりましたので、それならこんな曲はいかがかと思い、書き上げた２曲。オジさんリズム・セクションが総がかりで取り組みました。真島昌利さん（ザ・クロマニヨンズ）の歌詞にもご注目を。今までにない木村くんの新境地が引き出せたと思います。

### 真島昌利
「魂のエンジン全開！
今夜、アロコス辺りへMOJO DRIVE！
ぶっ飛ばしていこうぜ、ロックンロール！」

### 糸井重里
人と人とがひっそりとしか会えない暗い時期に、歌詞のことを打ち合わせした。若いときから木村くんには「群れを率いるコヨーテ」みたいなイメージがあったので、そのまま夜の荒野を舞台にして歌ってもらおうと考えた。すっかり照明を落としたコンサート会場で、この歌が聴いてみたい。吠え声で、客席のすべての人たちに勇気を湧き起こさせる、その場面に立ち会ってみたい。

### R-指定
HIPHOPにはflexやボースティングという自分の成して来た事を自慢する表現方法があるんです。いわゆるカマしですね……
時代を変え流行を作り数々の社会現象を起こして来た"キムタク"以上にflex出来る人間って日本になかなか居ないと思うんですよ。
木村さんのドラマ史に絡めて、これ言って欲しいを詰め込んだファンアートみたいな曲になりました!!
難しいフローもなんなく乗りこなし、なおかつ声の華も半端ない……あの日から変わらぬ俺のHEROがそこには居ました。

### DJ 松永
木村さんは本物のスターですね。そんなことは分かりきっているのに、録音された歌声聴いた時、今一度そう思わざるをえませんでした。なんなんだろう、この華は、煌びやかさは、色気は、熱さは、誠実さは、勇敢さは。どこへもやりようもないくらい気持ちが高揚して、自分の作業部屋で一人大きな声をあげました。それと共に、木村さんの前ではどんな理屈もひっくり返ってしまうという事実を前に、絶望感のようなものも感じました。しかも恐ろしいことに、今は耳で歌声を聴いただけです。生身の肉体で歌い上げる木村さんの様をこの目で見てしまったら、俺はどうなってしまうんだろう。その先を知っているのが、きっとファンの皆さんなのでしょうね。

### 鈴木京香
撮影でご一緒する時、目的地へと力強く引っ張っていってくださるキャプテン木村さん。
新たな大地を目指す私たちの帆が、優しい風で膨らんでいくようなイメージを持って書きました。

### 平井大
海を心から愛し、大切な人やモノを守り抜いてきた木村さんの生き様を尊敬する一人として曲を作りました。
“格好良い”を考えたとき、それは何事も包み隠さず生きるその姿にあると思います。
弱さや失う恐怖までをも、美しく愛おしいThingsとして昇華された一曲を木村さんに歌っていただけたら“格好良い”だろうと兼ねてより思っていたので、今回実現できたことをとても嬉しく感じています。
男の一番柔らかく優しい部分が音として表現出来た、真の“格好良い”一曲になりました。

### Kj（Dragon Ash）
おい12歳の俺よ
今青山劇場で観てるミュージカル聖闘士星矢の海皇ポセイドンに30年後に曲書けるぞおおおお
何ぞこの世界線

### Kamikaze Boy（MAN WITH A MISSION）
木村拓哉様カラオ話ヲ頂イタ時ハ、本当ニ嬉シカッタノト同時ニ、頑張ッテ期待ニ応エラレル様ナ楽曲ヲ作ラナキャト身震イヲシタノヲ良ク覚エテイマス。コノ「I'll be there」トイウ楽曲ニ、木村拓哉様ガ力強イ声ニヨッテ命ヲ吹キ込ンデ下サイマシタ。ジャン・ケン・ジョニーモコーラスデ参加サセテ頂イテイマス。ドウカスーパースタート狼トイウ異色ノコラボレーションヲオ楽シミ頂ケマスト大変嬉シイデス！

## 収録曲

### CD
1. MOJO DRIVE（3分45秒）
  - 作詞：真島昌利　作曲・編曲：山下達郎
2. OFF THE RIP（3分59秒）
  - 作詞・作曲・編曲：Kj
3. Beautiful Things（3分51秒）
  - 作詞：EIGO・平井大　作曲：平井大　編曲：平井大・Haruhito Nishi
4. Good Luck,Good Time（4分27秒）
  - 作詞：zopp　作曲・編曲：山下達郎
5. Come Alive（3分59秒）
  - 作詞：西田恵美　作曲：Fredrik "Figge" Bostrom・Pontus Soderqvist
  - 編曲：Pontus Soderqvist
  - ブラスアレンジメント：鈴木圭
6. Yes, I'm（3分43秒）
  - 作詞：R-指定　作曲・編曲：DJ松永
7. 夜は朝に追われて（3分55秒）
  - 作詞：糸井重里　作曲：Davy Bergier　編曲：井出泰彰
8. Born ready（4分05秒）
  - 作詞：明石家さんま・BEGIN　作曲：BEGIN
  - 編曲：BEGIN・清水俊也
9. beautiful morning（4分06秒）
  - 作詞：音葉　作曲・編曲：岩崎誠司
10. Crazy party（3分30秒）
  - 作詞：草川瞬　作曲：Joakim Bjornberg・川口進・Atsushi Shimada
  - 編曲：Atsushi Shimada
  - ブラスアレンジメント：鈴木圭
11. MORNING DEW（4分05秒）
  - 作詞：真島昌利　作曲・編曲：山下達郎
12. I'll be there（4分34秒）
  - 作詞：Kamikaze Boy・Jean-ken Johnny　作曲：Kamikaze Boy
  - 編曲：MAN WITH A MISSION・大島こうすけ
  - ストリングスアレンジメント：大島こうすけ・吉田翔平
  - MAN WITH A MISSIONによるセルフカバーは木村主演のテレビ朝日系木曜ドラマ『Believe-君にかける橋-』の主題歌に使用された[9]。

## 演奏
- 木村拓哉
  - Vocal
  - Background Vocals (#1.7.8)
- 山下達郎
  - Acoustic Guitar (#1.11)
  - Keyboards & Percussion (#1.4.11)
  - Background Vocals (#1.4)
  - Electric Guitar (#4.11)
  - Computer Programming, Synthesizer Programming (#3)
- 真島昌利：Background Vocals (#1)
- そうる透：Drums (#1.11)
- 松本慎二：Electric Bass (#1.11)
- 日下部正則：Electric Guitar (#1.11)
- 難波弘之：Hammond Organ (#1.11)
- kj (Dragon Ash / The Ravens)：All Instruments, Background Vocals, Programming, Produce (#2)
- 飛澤正人：Programming (#2)
- 平井大：Acoustic Guitar, Electric Guitar & Chorus (#3)
- Yahman：Bass (#3)
- 荒川結：Percussion (#3)
- 西陽仁：Keyboards & Programming (#3)
- 橋本茂昭：Computer Programming, Synthesizer Programming (#4)
- 鈴木圭
  - Tenor Sax, Baritone Sax (#5.8.10)
  - Brass Arrangement (#5.10)
- Pontus Soderqvist：Programming (#5)
- 中野勇介：Trumpet (#5.10)
- 鹿討奏：Trombone (#5.8.10)
- Tiger、小田原友洋：Chorus (#5.10)
- DJ松永 (Creepy Nuts)：Programming & Scratch (#6)
- R-指定 (Creepy Nuts)：Background Vocals (#6)
- 磯貝一樹：Guitar (#6)
- Davy Bergier：Guitars & Chorus (#7)
- 井出泰彰：Piano (#7)
- 雨宮麻未子：Violin (#7)
- 村田泰子：Viola (#7)
- 渡邊達弦：Cello (#7)
- 林部直樹：Guitars (#8)
- 根岸孝旨：Bass (#8)
- 鶴谷智生：Drums (#8)
- 清水俊也：Keyboards (#8)
- 田中充：Trumpet (#8)
- 山崎裕也：Guitars (#9)
- 須長和弘：Bass (#9)
- 佐野康夫：Drums (#9)
- 岩崎誠司：Chorus (#9)
- Atsushi Shimada (天才凡人)：Programming (#10)
- Jean-Ken Johnny (MAN WITH A MISSION)：Backing Vocals (#12)
- Kamikaze Boy (MAN WITH A MISSION)：Bass (#12)
- Spear Rib (MAN WITH A MISSION)：Drums (#12)
- DJ Santa Monica (MAN WITH A MISSION)：DJ & Sampling (#12)
- 大島こうすけ：Keyboards, Programming & Strings Arrangement (#12)
- E.D.Vedder：Guitars (#12)
- 吉田翔平：Violin & Strings Arrangement (#12)
- 小寺里奈、島田光理、金子由衣：Violin (#12)
- 舘泉礼一：Viola (#12)
- 林田順平：Cello (#12)